# Primera B Nacional 2018-2019
La Primera B Nacional 2018-2019 è stata la 34ª edizione del campionato argentino di calcio di seconda divisione. Il torneo è iniziato il 26 agosto 2018 e si è concluso l'8 giugno 2019.
Come l'edizione precedente, il torneo prevedeva la disputa di un campionato a 24 giornate di sola andata, al termine del quale si sono determinate le due squadre aventi diritto a salire di categoria in Primera División, e cioè la prima classificata e la vincente di un torneo reducido che vedrà la partecipazione delle squadre classificatesi dal secondo al nono posto.
Se in un primo tempo la AFA aveva dichiarato che il campionato non avrebbe visto alcuna retrocessione (nell'ambito di una riforma dei campionati inferiori), successivamente è tornata indietro nelle sue intenzioni. Saranno due le squadre a retrocedere nel terzo livello del calcio argentino con la creazione di due graduatorie per il promedio: una per le squadre direttamente affiliate alla AFA, e l'altra per quelle indirettamente affiliate. La squadra con il peggior promedio di ogni rispettiva classifica retrocede.
Il torneo ha determinato anche la qualificazione alla Coppa Argentina 2018-2019 per le prime dodici squadre classificate.
Dalle serie inferiori sono arrivate il Platense (che è riuscito a ritornare in Primera B Nacional dopo 8 stagioni), il Defensores de Belgrano (che non partecipava ad un campionato in questa categoria da 13 anni) e le due squadre promosse dal Torneo Federal 2017-2018, ovvero il Central Córdoba (SdE) e il Gimnasia y Esgrima di Mendoza. Retrocesse dalla Primera División sono arrivate altre quattro squadre, ovvero l'Olimpo, il Temperley, il Chacarita Juniors e l'Arsenal de Sarandí (dopo ben 16 anni in Primera División).
Al termine della stagione, hanno ottenuto la promozione in Primera División l'Arsenal Sarandí e il Central Córdoba di Santiago del Estero. A retrocedere sono state l'Olimpo e il Los Andes.

## Squadre partecipanti
| Club                    | Città                  | Stadio                              | Posti  |
| ----------------------- | ---------------------- | ----------------------------------- | ------ |
| Agropecuario            | Carlos Casares         | Ofelia Rosenzuaig                   | 8.000  |
| Almagro                 | Buenos Aires (Almagro) | Tres de Febrero                     | 19.000 |
| Arsenal Sarandí         | Sarandí                | Julio Humberto Grondona             | 16.300 |
| Atlético Rafaela        | Rafaela                | Nuevo Monumental                    | 20.660 |
| Brown (A)               | Adrogué                | Lorenzo Arandilla                   | 4.500  |
| Central Córdoba (SdE)   | Santiago del Estero    | Alfredo Terrera                     | 16.000 |
| Chacarita Juniors       | Buenos Aires           | Chacarita Juniors                   | 20.844 |
| Def. de Belgrano        | Buenos Aires           | Juan Pasquale                       | 9.000  |
| Deportivo Morón         | Buenos Aires           | Nuevo Francisco Urbano              | 32.000 |
| Ferro Carril Oeste      | Buenos Aires           | Arquitecto Ricardo Etcheverri       | 24.268 |
| Gimnasia (M)            | Mendoza                | Víctor Antonio Legrotaglie          | 11.500 |
| Gimnasia (J)            | San Salvador de Jujuy  | 23 de Agosto                        | 29.500 |
| Guillermo Brown         | Puerto Madryn          | Raúl Conti                          | 15.000 |
| Independiente Rivadavia | Mendoza                | Bautista Gargantini                 | 24.000 |
| Instituto (C)           | Córdoba                | Juan Domingo Perón                  | 32.000 |
| Los Andes               | Lomas de Zamora        | Eduardo Gallardón                   | 36.942 |
| Mitre (SdE)             | Santiago del Estero    | Doctores José y Antonio Castiglione | 10.500 |
| Nueva Chicago           | Buenos Aires           | Nueva Chicago                       | 29.000 |
| Olimpo                  | Bahia Blanca           | Roberto Natalio Carminatti          | 20.000 |
| Platense                | Vicente López          | Ciudad de Vicente López             | 31.030 |
| Quilmes                 | Quilmes                | José Luis Meiszner                  | 33.200 |
| Santamarina             | Tandil                 | Municipal General San Martín        | 8.762  |
| Sarmiento (J)           | Junín                  | Eva Perón                           | 16.000 |
| Temperley               | Temperley              | Alfredo Beranger                    | 13.800 |
| Villa Dálmine           | Campana                | El Coliseo de Mitre y Puccini       | 11.250 |

## Classifica
| Pos. | Squadra                 | Pt | G  | V  | N  | P  | GF | GS | DR  |
| ---- | ----------------------- | -- | -- | -- | -- | -- | -- | -- | --- |
| 1.   | Arsenal Sarandí         | 46 | 24 | 13 | 7  | 4  | 36 | 19 | +17 |
| 2.   | Sarmiento (J)           | 46 | 24 | 12 | 10 | 2  | 32 | 14 | +18 |
| 3.   | Nueva Chicago           | 42 | 24 | 12 | 6  | 6  | 32 | 25 | +7  |
| 4.   | Almagro                 | 40 | 24 | 11 | 7  | 6  | 26 | 21 | +5  |
| 5.   | Platense                | 39 | 24 | 11 | 6  | 7  | 30 | 18 | +12 |
| 6.   | Central Córdoba (SdE)   | 37 | 24 | 9  | 10 | 5  | 27 | 24 | +3  |
| 8.   | Gimnasia (M)            | 37 | 24 | 10 | 7  | 7  | 28 | 31 | -3  |
| 7.   | Independiente Rivadavia | 36 | 24 | 9  | 9  | 6  | 25 | 19 | +6  |
| 9.   | Brown (A)               | 36 | 24 | 9  | 9  | 6  | 20 | 17 | +3  |
| 10.  | Ferro Carril Oeste      | 35 | 24 | 10 | 5  | 9  | 33 | 32 | +1  |
| 11.  | Mitre (SdE)             | 35 | 24 | 10 | 5  | 9  | 27 | 30 | -3  |
| 12.  | Agropecuario            | 34 | 24 | 8  | 10 | 6  | 16 | 13 | +3  |
| 13.  | Villa Dálmine           | 33 | 24 | 8  | 9  | 7  | 30 | 25 | +5  |
| 14.  | Temperley               | 31 | 24 | 8  | 7  | 9  | 26 | 27 | -1  |
| 15.  | Deportivo Morón         | 30 | 24 | 7  | 9  | 8  | 21 | 25 | -4  |
| 16.  | Def. de Belgrano        | 29 | 24 | 7  | 8  | 9  | 20 | 24 | -4  |
| 17.  | Atlético Rafaela        | 26 | 24 | 7  | 5  | 12 | 23 | 25 | -2  |
| 18.  | Quilmes                 | 26 | 24 | 5  | 11 | 8  | 24 | 27 | -3  |
| 19.  | Gimnasia (J)            | 25 | 24 | 5  | 10 | 9  | 22 | 27 | -5  |
| 20.  | Guillermo Brown         | 25 | 24 | 6  | 7  | 11 | 19 | 24 | -5  |
| 21.  | Olimpo                  | 25 | 24 | 7  | 4  | 13 | 24 | 36 | -12 |
| 22.  | Instituto (C)           | 24 | 24 | 6  | 6  | 12 | 26 | 32 | -6  |
| 23.  | Santamarina             | 24 | 24 | 5  | 9  | 10 | 21 | 29 | -8  |
| 24.  | Chacarita Juniors       | 24 | 24 | 6  | 6  | 12 | 17 | 30 | -13 |
| 25.  | Los Andes               | 20 | 24 | 4  | 8  | 12 | 13 | 24 | -11 |

Note:

Tre punti a vittoria, uno a pareggio, zero a sconfitta.
In verde la squadra vincitrice del campionato e direttamente promossa in Primera División (Arsenal e Sarmiento hanno disputato uno spareggio per determinare la squadra che direttamente ha ottenuto la promozione in Primera División).
In azzurro le squadre ammesse al torneo reducido per determinare la seconda squadra ad ottenere la qualificazione in Primera División.

## Retrocessioni ("Descenso")
Al termine del campionato retrocederanno due squadre. Allo scopo di determinarle il regolamento del campionato prevede la formazione di due classifiche del promedio dividendo le squadre sulla base della loro affiliazione diretta o indiretta alla AFA. Le due squadre con il peggior promedio di ogni graduatoria retrocederà. A differenza dello scorso anno, inoltre, per il calcolo del promedio si terrà conto dei punti totalizzati in questa stagione e nelle precedenti due (e non tre, come nell'edizione precedente).

### Squadre direttamente affiliate
La squadra con il peggior promedio è retrocessa in Primera B, ovvero il Los Andes.
| Pos. | Squadra            | 16-17 | 17-18 | 18-19 | PT  | PG | Promedio |
| ---- | ------------------ | ----- | ----- | ----- | --- | -- | -------- |
| 1.   | Arsenal Sarandí    | -     | -     | 46    | 46  | 24 | 1.916    |
| 2.   | Sarmiento (J)      | -     | 37    | 46    | 83  | 48 | 1.728    |
| 3.   | Platense           | -     | -     | 38    | 38  | 23 | 1.652    |
| 4.   | Almagro            | 60    | 41    | 40    | 141 | 92 | 1.532    |
| 5.   | Brown (A)          | 65    | 37    | 36    | 138 | 92 | 1.500    |
| 6.   | Chacarita Juniors  | 77    | -     | 24    | 101 | 68 | 1.485    |
| 7.   | Nueva Chicago      | 60    | 25    | 42    | 127 | 92 | 1.380    |
| 8.   | Ferro Carril Oeste | 60    | 26    | 35    | 121 | 92 | 1.315    |
| 9.   | Deportivo Morón    | -     | 33    | 30    | 63  | 48 | 1.312    |
| 10.  | Temperley          | -     | -     | 30    | 30  | 23 | 1.304    |
| 11.  | Villa Dálmine      | 47    | 36    | 33    | 116 | 92 | 1.260    |
| 12.  | Def. de Belgrano   | -     | -     | 29    | 29  | 24 | 1.208    |
| 13.  | Quilmes            | -     | 32    | 26    | 58  | 48 | 1.208    |
| 14.  | Los Andes          | 59    | 27    | 20    | 106 | 92 | 1.152    |

### Squadre indirettamente affiliate
La squadra con il peggior promedio è retrocessa nel Federal A, cioè l'Olimpo.
| Pos. | Squadra                 | 16-17 | 17-18 | 18-19 | PT  | PG | Promedio |
| ---- | ----------------------- | ----- | ----- | ----- | --- | -- | -------- |
| 1.   | Central Córdoba (SdE)   | -     | -     | 37    | 37  | 24 | 1.541    |
| 2.   | Gimnasia (M)            | -     | -     | 37    | 37  | 24 | 1.541    |
| 3.   | Independiente Rivadavia | 67    | 31    | 36    | 134 | 92 | 1.456    |
| 4.   | Agropecuario            | -     | 35    | 34    | 69  | 48 | 1.437    |
| 5.   | Mitre (SdE)             | -     | 32    | 35    | 67  | 48 | 1.395    |
| 6.   | Guillermo Brown         | 75    | 28    | 25    | 128 | 92 | 1.391    |
| 7.   | Instituto (C)           | 63    | 37    | 24    | 124 | 92 | 1.347    |
| 8.   | Atlético Rafaela        | -     | 36    | 26    | 62  | 48 | 1.291    |
| 9.   | Gimnasia (J)            | 52    | 34    | 25    | 111 | 92 | 1.206    |
| 10.  | Santamarina             | 61    | 24    | 24    | 109 | 92 | 1.184    |
| 11.  | Olimpo                  | -     | -     | 25    | 25  | 24 | 1.041    |

## Calendario e risultati
| Nueva Chicago            | 2 - 0                    | Ferro Carril Oeste       | 25.8.2018                | Instituto (C)           | 0 - 1                 | Agropecuario          | 31.8.2018             | Almagro               | 1 - 0                | Independiente Rivadavia | 14.9.2018            |
| Villa Dálmine            | 3 - 0                    | Instituto (C)            | 25.8.2018                | Temperley               | 0 - 2                 | Villa Dálmine         | 31.8.2018             | Central Córdoba (SdE) | 1 - 0                | Quilmes                 | 14.9.2018            |
| Los Andes                | 0 - 1                    | Independiente Rivadavia  | 25.8.2018                | Sarmiento (J)           | 1 - 1                 | Atlético Rafaela      | 1.9.2018              | Villa Dálmine         | 2 - 2                | Mitre (SdE)             | 15.9.2018            |
| Arsenal Sarandí          | 1 - 1                    | Gimnasia (J)             | 25.8.2018                | Ferro Carril Oeste      | 2 - 0                 | Guillermo Brown       | 1.9.2018              | Gimnasia (M)          | 2 - 1                | Chacarita Juniors       | 15.9.2018            |
| Agropecuario             | 2 - 1                    | Santamarina              | 25.8.2018                | Brown (A)               | 3 - 0                 | Olimpo                | 1.9.2018              | Agropecuario          | 1 - 1                | Temperley               | 15.9.2018            |
| Platense                 | 0 - 1                    | Mitre (SdE)              | 26.8.2018                | Chacarita Juniors       | 0 - 2                 | Platense              | 1.9.2018              | Arsenal Sarandí       | 1 - 2                | Instituto (C)           | 15.9.2018            |
| Olimpo                   | 0 - 1                    | Sarmiento (J)            | 26.8.2018                | Santamarina             | 0 - 0                 | Arsenal Sarandí       | 1.9.2018              | Los Andes             | 0 - 1                | Sarmiento (J)           | 16.9.2018            |
| Guillermo Brown          | 0 - 1                    | Brown (A)                | 26.8.2018                | Independiente Rivadavia | 2 - 0                 | Central Córdoba (SdE) | 2.9.2018              | Def. de Belgrano      | 1 - 0                | Santamarina             | 16.9.2018            |
| Central Córdoba (SdE)    | 1 - 1                    | Deportivo Morón          | 26.8.2018                | Mitre (SdE)             | 2 - 0                 | Gimnasia (M)          | 2.9.2018              | Olimpo                | 2 - 1                | Ferro Carril Oeste      | 16.9.2018            |
| Gimnasia (M)             | 2 - 1                    | Temperley                | 26.8.2018                | Gimnasia (J)            | 0 - 0                 | Def. de Belgrano      | 2.9.2018              | Guillermo Brown       | 0 - 1                | Nueva Chicago           | 16.9.2018            |
| Atlético Rafaela         | 2 - 1                    | Quilmes                  | 27.8.2018                | Deportivo Morón         | 0 - 2                 | Almagro               | 3.9.2018              | Atlético Rafaela      | 3 - 1                | Brown (A)               | 16.9.2018            |
| Almagro                  | 1 - 0                    | Chacarita Juniors        | 27.8.2018                | Quilmes                 | 2 - 0                 | Los Andes             | 3.9.2018              | Platense              | 2 - 0                | Deportivo Morón         | 18.9.2018            |
| riposa: Def. de Belgrano | riposa: Def. de Belgrano | riposa: Def. de Belgrano | riposa: Def. de Belgrano | riposa: Nueva Chicago   | riposa: Nueva Chicago | riposa: Nueva Chicago | riposa: Nueva Chicago | riposa: Gimnasia (J)  | riposa: Gimnasia (J) | riposa: Gimnasia (J)    | riposa: Gimnasia (J) |

| Instituto (C)           | 4 - 3                   | Def. de Belgrano        | 21.9.2018               | Almagro               | 0 - 2               | Sarmiento (J)           | 28.9.2018           | Nueva Chicago           | 1 - 0          | Los Andes             | 4.10.2018      |
| Chacarita Juniors       | 2 - 1                   | Villa Dálmine           | 22.9.2018               | Atlético Rafaela      | 0 - 1               | Nueva Chicago           | 28.9.2018           | Deportivo Morón         | 1 - 0          | Agropecuario          | 5.10.2018      |
| Sarmiento (J)           | 1 - 1                   | Central Córdoba (SdE)   | 22.9.2018               | Los Andes             | 1 - 1               | Ferro Carril Oeste      | 30.9.2018           | Instituto (C)           | 1 - 2          | Santamarina           | 5.10.2018      |
| Santamarina             | 2 - 2                   | Gimnasia (J)            | 22.9.2018               | Olimpo                | 2 - 0               | Guillermo Brown         | 30.9.2018           | Brown (A)               | 1 - 1          | Almagro               | 6.10.2018      |
| Nueva Chicago           | 1 - 0                   | Olimpo                  | 23.9.2018               | Gimnasia (M)          | 1 - 0               | Independiente Rivadavia | 30.9.2018           | Quilmes                 | 1 - 1          | Gimnasia (M)          | 6.10.2018      |
| Brown (A)               | 0 - 0                   | Los Andes               | 23.9.2018               | Platense              | 1 - 2               | Quilmes                 | 30.9.2018           | Temperley               | 1 - 0          | Gimnasia (J)          | 6.10.2018      |
| Independiente Rivadavia | 1 - 0                   | Platense                | 23.9.2018               | Agropecuario          | 0 - 0               | Chacarita Juniors       | 1.10.2018           | Chacarita Juniors       | 0 - 2          | Arsenal Sarandí       | 6.10.2018      |
| Temperley               | 2 - 3                   | Arsenal Sarandí         | 23.9.2018               | Central Córdoba (SdE) | 1 - 1               | Brown (A)               | 1.10.2018           | Guillermo Brown         | 2 - 0          | Atlético Rafaela      | 7.10.2018      |
| Quilmes                 | 0 - 1                   | Almagro                 | 23.9.2018               | Def. de Belgrano      | 0 - 0               | Temperley               | 12.12.2018          | Independiente Rivadavia | 2 - 1          | Villa Dálmine         | 7.10.2018      |
| Mitre (SdE)             | 2 - 1                   | Agropecuario            | 23.9.2018               | Gimnasia (J)          | 1 - 0               | Instituto (C)           | 13.10.2018          | Mitre (SdE)             | 1 - 0          | Def. de Belgrano      | 7.10.2018      |
| Deportivo Morón         | 0 - 0                   | Gimnasia (M)            | 24.9.2018               | Villa Dálmine         | 1 - 1               | Deportivo Morón         | 13.10.2018          | Sarmiento (J)           | 3 - 1          | Platense              | 8.10.2018      |
| Ferro Carril Oeste      | 2 - 1                   | Atlético Rafaela        | 24.9.2018               | Arsenal Sarandí       | 3 - 0               | Mitre (SdE)             | 13.10.2018          | Ferro Carril Oeste      | 1 - 3          | Central Córdoba (SdE) | 17.11.2018     |
| riposa: Guillermo Brown | riposa: Guillermo Brown | riposa: Guillermo Brown | riposa: Guillermo Brown | riposa: Santamarina   | riposa: Santamarina | riposa: Santamarina     | riposa: Santamarina | riposa: Olimpo          | riposa: Olimpo | riposa: Olimpo        | riposa: Olimpo |

| Arsenal Sarandí       | 1 - 0                 | Deportivo Morón         | 19.10.2018            | Temperley                | 0 - 1                    | Instituto (C)            | 26.10.2018               | Instituto (C)         | 1 - 0             | Mitre (SdE)             | 2.11.2018         |
| Almagro               | 1 - 2                 | Ferro Carril Oeste      | 19.10.2018            | Brown (A)                | 1 - 0                    | Gimnasia (M)             | 27.10.2018               | Villa Dálmine         | 0 - 0             | Brown (A)               | 2.11.2018         |
| Atlético Rafaela      | 2 - 0                 | Olimpo                  | 19.10.2018            | Ferro Carril Oeste       | 0 - 2                    | Platense                 | 27.10.2018               | Def. de Belgrano      | 1 - 1             | Independiente Rivadavia | 3.11.2018         |
| Los Andes             | 0 - 0                 | Guillermo Brown         | 20.10.2018            | Sarmiento (J)            | 2 - 1                    | Villa Dálmine            | 27.10.2018               | Los Andes             | 0 - 2             | Atlético Rafaela        | 3.11.2018         |
| Agropecuario          | 0 - 0                 | Independiente Rivadavia | 20.10.2018            | Nueva Chicago            | 0 - 0                    | Almagro                  | 28.10.2018               | Platense              | 3 - 0             | Nueva Chicago           | 4.11.2018         |
| Santamarina           | 0 - 1                 | Temperley               | 20.10.2018            | Guillermo Brown          | 0 - 0                    | Central Córdoba (SdE)    | 28.10.2018               | Gimnasia (M)          | 3 - 1             | Ferro Carril Oeste      | 4.11.2018         |
| Villa Dálmine         | 1 - 1                 | Quilmes                 | 20.10.2018            | Olimpo                   | 1 - 1                    | Los Andes                | 28.10.2018               | Gimnasia (J)          | 1 - 1             | Deportivo Morón         | 4.11.2018         |
| Platense              | 0 - 0                 | Brown (A)               | 20.10.2018            | Mitre (SdE)              | 2 - 2                    | Santamarina              | 28.10.2018               | Central Córdoba (SdE) | 1 - 1             | Olimpo                  | 4.11.2018         |
| Def. de Belgrano      | 1 - 2                 | Chacarita Juniors       | 21.10.2018            | Independiente Rivadavia  | 1 - 1                    | Arsenal Sarandí          | 28.10.2018               | Arsenal Sarandí       | 4 - 1             | Quilmes                 | 5.11.2018         |
| Gimnasia (J)          | 1 - 0                 | Mitre (SdE)             | 21.10.2018            | Deportivo Morón          | 1 - 1                    | Def. de Belgrano         | 29.10.2018               | Almagro               | 1 - 1             | Guillermo Brown         | 5.11.2018         |
| Gimnasia (M)          | 0 - 2                 | Sarmiento (J)           | 21.10.2018            | Quilmes                  | 0 - 1                    | Agropecuario             | 30.10.2018               | Santamarina           | 2 - 0             | Chacarita Juniors       | 5.11.2018         |
| Central Córdoba (SdE) | 1 - 2                 | Nueva Chicago           | 22.10.2018            | Chacarita Juniors        | 1 - 0                    | Gimnasia (J)             | 18.11.2018               | Agropecuario          | 0 - 0             | Sarmiento (J)           | 5.11.2018         |
| riposa: Instituto (C) | riposa: Instituto (C) | riposa: Instituto (C)   | riposa: Instituto (C) | riposa: Atlético Rafaela | riposa: Atlético Rafaela | riposa: Atlético Rafaela | riposa: Atlético Rafaela | riposa: Temperley     | riposa: Temperley | riposa: Temperley       | riposa: Temperley |

| Atlético Rafaela        | 2 - 2             | Central Córdoba (SdE) | 9.11.2018         | Central Córdoba (SdE) | 1 - 0               | Los Andes               | 23.11.2018          | Guillermo Brown               | 2 - 2                         | Villa Dálmine                 | 18.11.2018                    |
| Brown (A)               | 0 - 0             | Agropecuario          | 10.11.2018        | Arsenal Sarandí       | 2 - 1               | Brown (A)               | 24.11.2018          | Nueva Chicago                 | 1 - 0                         | Agropecuario                  | 19.11.2018                    |
| Chacarita Juniors       | 2 - 2             | Instituto (C)         | 10.11.2018        | Gimnasia (J)          | 0 - 0               | Quilmes                 | 25.11.2018          | Los Andes                     | 0 - 1                         | Almagro                       | 30.11.2018                    |
| Guillermo Brown         | 0 - 0             | Platense              | 11.11.2018        | Villa Dálmine         | 3 - 1               | Nueva Chicago           | 25.11.2018          | Sarmiento (J)                 | 1 - 1                         | Gimnasia (J)                  | 1.12.2018                     |
| Independiente Rivadavia | 3 - 1             | Gimnasia (J)          | 11.11.2018        | Platense              | 2 - 1               | Olimpo                  | 25.11.2018          | Independiente Rivadavia       | 2 - 0                         | Instituto (C)                 | 1.12.2018                     |
| Mitre (SdE)             | 2 - 1             | Temperley             | 11.11.2018        | Almagro               | 1 - 0               | Atlético Rafaela        | 25.11.2018          | Brown (A)                     | 1 - 1                         | Def. de Belgrano              | 2.12.2018                     |
| Nueva Chicago           | 4 - 1             | Gimnasia (M)          | 12.11.2018        | Gimnasia (M)          | 2 - 1               | Guillermo Brown         | 25.11.2018          | Quilmes                       | 0 - 0                         | Santamarina                   | 2.12.2018                     |
| Ferro Carril Oeste      | 2 - 0             | Villa Dálmine         | 12.11.2018        | Instituto (C)         | 0 - 2               | Deportivo Morón         | 25.11.2018          | Deportivo Morón               | 1 - 3                         | Temperley                     | 2.12.2018                     |
| Quilmes                 | 1 - 2             | Def. de Belgrano      | 12.11.2018        | Agropecuario          | 2 - 1               | Ferro Carril Oeste      | 25.11.2018          | Olimpo                        | 1 - 1                         | Gimnasia (M)                  | 2.12.2018                     |
| Olimpo                  | 2 - 0             | Almagro               | 12.11.2018        | Santamarina           | 0 - 0               | Independiente Rivadavia | 26.11.2018          | Ferro Carril Oeste            | 2 - 1                         | Arsenal Sarandí               | 2.12.2018                     |
| Sarmiento (J)           | 2 - 0             | Arsenal Sarandí       | 14.11.2018        | Def. de Belgrano      | 0 - 0               | Sarmiento (J)           | 26.11.2018          | Atlético Rafaela              | 1 - 1                         | Platense                      | 2.12.2018                     |
| Deportivo Morón         | 2 - 0             | Santamarina           | 19.11.2018        | Temperley             | 0 - 0               | Chacarita Juniors       | 27.11.2018          | Chacarita Juniors             | 0 - 2                         | Mitre (SdE)                   | 4.12.2018                     |
| riposa: Los Andes       | riposa: Los Andes | riposa: Los Andes     | riposa: Los Andes | riposa: Mitre (SdE)   | riposa: Mitre (SdE) | riposa: Mitre (SdE)     | riposa: Mitre (SdE) | riposa: Central Córdoba (SdE) | riposa: Central Córdoba (SdE) | riposa: Central Córdoba (SdE) | riposa: Central Córdoba (SdE) |

| Temperley                 | 2 - 0                     | Independiente Rivadavia   | 7.12.2018                 | Los Andes               | 2 - 2           | Gimnasia (M)      | 1.2.2019        | Santamarina             | 3 - 1                   | Ferro Carril Oeste      | 8.2.2019                |
| Def. de Belgrano          | 2 - 0                     | Ferro Carril Oeste        | 7.12.2018                 | Atlético Rafaela        | 0 - 1           | Villa Dálmine     | 1.2.2019        | Def. de Belgrano        | 1 - 0                   | Guillermo Brown         | 9.2.2019                |
| Villa Dálmine             | 1 - 0                     | Olimpo                    | 8.12.2018                 | Brown (A)               | 1 - 1           | Santamarina       | 2.2.2019        | Villa Dálmine           | 1 - 0                   | Los Andes               | 9.2.2019                |
| Platense                  | 0 - 1                     | Los Andes                 | 8.12.2018                 | Deportivo Morón         | 0 - 0           | Chacarita Juniors | 2.2.2019        | Gimnasia (M)            | 2 - 0                   | Central Córdoba (SdE)   | 9.2.2019                |
| Agropecuario              | 0 - 0                     | Guillermo Brown           | 8.12.2018                 | Ferro Carril Oeste      | 1 - 2           | Gimnasia (J)      | 2.2.2019        | Chacarita Juniors       | 0 - 2                   | Independiente Rivadavia | 9.2.2019                |
| Gimnasia (J)              | 2 - 0                     | Brown (A)                 | 8.12.2018                 | Nueva Chicago           | 0 - 0           | Def. de Belgrano  | 2.2.2019        | Gimnasia (J)            | 1 - 2                   | Nueva Chicago           | 10.2.2019               |
| Gimnasia (M)              | 2 - 1                     | Atlético Rafaela          | 9.12.2018                 | Quilmes                 | 1 - 1           | Temperley         | 2.2.2019        | Arsenal Sarandí         | 2 - 0                   | Olimpo                  | 10.2.2019               |
| Instituto (C)             | 1 - 1                     | Quilmes                   | 9.12.2018                 | Central Córdoba (SdE)   | 1 - 0           | Platense          | 2.2.2019        | Platense                | 3 - 1                   | Almagro                 | 10.2.2019               |
| Almagro                   | 1 - 3                     | Central Córdoba (SdE)     | 10.12.2018                | Guillermo Brown         | 0 - 2           | Arsenal Sarandí   | 3.2.2019        | Temperley               | 2 - 1                   | Sarmiento (J)           | 10.2.2019               |
| Arsenal Sarandí           | 2 - 0                     | Nueva Chicago             | 10.12.2018                | Independiente Rivadavia | 0 - 1           | Mitre (SdE)       | 3.2.2019        | Instituto (C)           | 0 - 1                   | Brown (A)               | 10.2.2019               |
| Mitre (SdE)               | 1 - 0                     | Deportivo Morón           | 10.12.2018                | Olimpo                  | 1 - 0           | Agropecuario      | 3.2.2019        | Agropecuario            | 2 - 0                   | Atlético Rafaela        | 10.2.2019               |
| Santamarina               | 0 - 1                     | Sarmiento (J)             | 11.12.2018                | Sarmiento (J)           | 1 - 1           | Instituto (C)     | 4.2.2019        | Mitre (SdE)             | 1 - 1                   | Quilmes                 | 10.2.2019               |
| riposa: Chacarita Juniors | riposa: Chacarita Juniors | riposa: Chacarita Juniors | riposa: Chacarita Juniors | riposa: Almagro         | riposa: Almagro | riposa: Almagro   | riposa: Almagro | riposa: Deportivo Morón | riposa: Deportivo Morón | riposa: Deportivo Morón | riposa: Deportivo Morón |

| Central Córdoba (SdE)                    | 1 - 0            | Villa Dálmine     | 15.2.2019        | Def. de Belgrano                | 0 - 3                           | Atlético Rafaela                | 23.2.2019                       | Almagro               | 1 - 1                | Agropecuario            | 1.3.2019             |
| Los Andes                                | 0 - 1            | Agropecuario      | 16.2.2019        | Chacarita Juniors               | 1 - 3                           | Sarmiento (J)                   | 23.2.2019                       | Atlético Rafaela      | 2 - 1                | Gimnasia (J)            | 1.3.2019             |
| Nueva Chicago                            | 0 - 1            | Santamarina       | 16.2.2019        | Agropecuario                    | 1 - 1                           | Central Córdoba (SdE)           | 23.2.2019                       | Central Córdoba (SdE) | 1 - 1                | Arsenal Sarandí         | 1.3.2019             |
| Ferro Carril Oeste                       | 1 - 1            | Instituto (C)     | 16.2.2019        | Villa Dálmine                   | 2 - 0                           | Almagro                         | 23.2.2019                       | Los Andes             | 1 - 1                | Def. de Belgrano        | 2.3.2019             |
| Brown (A)                                | 0 - 1            | Temperley         | 16.2.2019        | Instituto (C)                   | 2 - 3                           | Nueva Chicago                   | 23.2.2019                       | Brown (A)             | 3 - 0                | Chacarita Juniors       | 2.3.2019             |
| style="background:#cfc" \| Sarmiento (J) | 1 - 0            | Mitre (SdE)       | 16.2.2019        | Santamarina                     | 0 - 2                           | Guillermo Brown                 | 23.2.2019                       | Quilmes               | 2 - 2                | Independiente Rivadavia | 2.3.2019             |
| Atlético Rafaela                         | 0 - 0            | Arsenal Sarandí   | 16.2.2019        | Mitre (SdE)                     | 0 - 1                           | Brown (A)                       | 23.2.2019                       | Olimpo                | 3 - 1                | Santamarina             | 3.3.2019             |
| Almagro                                  | 0 - 0            | Gimnasia (M)      | 17.2.2019        | Deportivo Morón                 | 1 - 0                           | Quilmes                         | 24.2.2019                       | Guillermo Brown       | 1 - 0                | Instituto (C)           | 3.3.2019             |
| Guillermo Brown                          | 0 - 1            | Gimnasia (J)      | 17.2.2019        | Gimnasia (J)                    | 1 - 1                           | Olimpo                          | 24.2.2019                       | Nueva Chicago         | 4 - 1                | Temperley               | 3.3.2019             |
| Independiente Rivadavia                  | 1 - 1            | Deportivo Morón   | 17.2.2019        | Arsenal Sarandí                 | 1 - 1                           | Los Andes                       | 24.2.2019                       | Ferro Carril Oeste    | 2 - 0                | Mitre (SdE)             | 3.3.2019             |
| Olimpo                                   | 0 - 1            | Def. de Belgrano  | 17.2.2019        | Gimnasia (M)                    | 0 - 3                           | Platense                        | 24.2.2019                       | Platense              | 0 - 0                | Villa Dálmine           | 3.3.2019             |
| Quilmes                                  | 2 - 1            | Chacarita Juniors | 19.2.2019        | Temperley                       | 2 - 2                           | Ferro Carril Oeste              | 25.2.2019                       | Sarmiento (J)         | 1 - 1                | Deportivo Morón         | 4.3.2019             |
| riposa: Platense                         | riposa: Platense | riposa: Platense  | riposa: Platense | riposa: Independiente Rivadavia | riposa: Independiente Rivadavia | riposa: Independiente Rivadavia | riposa: Independiente Rivadavia | riposa: Gimnasia (M)  | riposa: Gimnasia (M) | riposa: Gimnasia (M)    | riposa: Gimnasia (M) |

| Villa Dálmine           | 2 - 0           | Gimnasia (M)          | 9.3.2019        | Gimnasia (M)          | 1 - 0                 | Agropecuario            | 15.3.2019             | Instituto (C)           | 0 - 1                 | Los Andes             | 22.3.2019             |
| Deportivo Morón         | 0 - 1           | Brown (A)             | 9.3.2019        | Platense              | 3 - 0                 | Arsenal Sarandí         | 16.3.2019             | Arsenal Sarandí         | 3 - 1                 | Gimnasia (M)          | 23.3.2019             |
| Temperley               | 0 - 0           | Guillermo Brown       | 9.3.2019        | Nueva Chicago         | 1 - 1                 | Chacarita Juniors       | 17.3.2019             | Chacarita Juniors       | 3 - 1                 | Guillermo Brown       | 23.3.2019             |
| Def. de Belgrano        | 2 - 0           | Central Córdoba (SdE) | 10.3.2019       | Olimpo                | 0 - 2                 | Temperley               | 17.3.2019             | Temperley               | 2 - 1                 | Atlético Rafaela      | 23.3.2019             |
| Chacarita Juniors       | 0 - 1           | Ferro Carril Oeste    | 10.3.2019       | Brown (A)             | 1 - 0                 | Independiente Rivadavia | 17.3.2019             | Santamarina             | 1 - 2                 | Central Córdoba (SdE) | 23.3.2019             |
| Instituto (C)           | 4 - 0           | Olimpo                | 10.3.2019       | Ferro Carril Oeste    | 5 - 1                 | Deportivo Morón         | 17.3.2019             | Deportivo Morón         | 1 - 1                 | Nueva Chicago         | 24.3.2019             |
| Mitre (SdE)             | 1 - 1           | Nueva Chicago         | 10.3.2019       | Guillermo Brown       | 3 - 0                 | Mitre (SdE)             | 17.3.2019             | Gimnasia (J)            | 0 - 1                 | Almagro               | 24.3.2019             |
| Arsenal Sarandí         | 0 - 0           | Almagro               | 11.3.2019       | Los Andes             | 2 - 0                 | Santamarina             | 17.3.2019             | Independiente Rivadavia | 0 - 1                 | Ferro Carril Oeste    | 24.3.2019             |
| Gimnasia (J)            | 1 - 1           | Los Andes             | 11.3.2019       | Almagro               | 3 - 0                 | Def. de Belgrano        | 17.3.2019             | Agropecuario            | 0 - 0                 | Villa Dálmine         | 24.3.2019             |
| Santamarina             | 1 - 0           | Atlético Rafaela      | 11.3.2019       | Central Córdoba (SdE) | 2 - 0                 | Gimnasia (J)            | 17.3.2019             | Mitre (SdE)             | 3 - 4                 | Olimpo                | 24.3.2019             |
| Agropecuario            | 2 - 0           | Platense              | 11.3.2019       | Atlético Rafaela      | 1 - 0                 | Instituto (C)           | 17.3.2019             | Def. de Belgrano        | 1 - 2                 | Platense              | 24.3.2019             |
| Independiente Rivadavia | 0 - 0           | Sarmiento (J)         | 12.3.2019       | Sarmiento (J)         | 0 - 0                 | Quilmes                 | 18.3.2019             | Quilmes                 | 0 - 0                 | Brown (A)             | 25.3.2019             |
| riposa: Quilmes         | riposa: Quilmes | riposa: Quilmes       | riposa: Quilmes | riposa: Villa Dálmine | riposa: Villa Dálmine | riposa: Villa Dálmine   | riposa: Villa Dálmine | riposa: Sarmiento (J)   | riposa: Sarmiento (J) | riposa: Sarmiento (J) | riposa: Sarmiento (J) |

| Central Córdoba (SdE) | 1 - 3                | Instituto (C)           | 29.3.2019            | Arsenal Sarandí         | 2 - 0             | Agropecuario          | 5.4.2019          | Los Andes               | 0 - 1                   | Chacarita Juniors       | 13.4.2019               |
| Los Andes             | 1 - 0                | Temperley               | 30.3.2019            | Deportivo Morón         | 1 - 0             | Olimpo                | 5.4.2019          | Olimpo                  | 2 - 3                   | Independiente Rivadavia | 13.4.2019               |
| Nueva Chicago         | 2 - 2                | Independiente Rivadavia | 30.3.2019            | Instituto (C)           | 1 - 1             | Almagro               | 5.4.2019          | Ferro Carril Oeste      | 1 - 0                   | Brown (A)               | 13.4.2019               |
| Almagro               | 2 - 0                | Santamarina             | 30.3.2019            | Def. de Belgrano        | 2 - 1             | Villa Dálmine         | 6.4.2019          | Almagro                 | 2 - 1                   | Temperley               | 13.4.2019               |
| Villa Dálmine         | 1 - 3                | Arsenal Sarandí         | 30.3.2019            | Chacarita Juniors       | 1 - 0             | Atlético Rafaela      | 6.4.2019          | Platense                | 2 - 1                   | Instituto (C)           | 14.4.2019               |
| Ferro Carril Oeste    | 1 - 1                | Quilmes                 | 31.3.2019            | Sarmiento (J)           | 2 - 2             | Ferro Carril Oeste    | 6.4.2019          | Guillermo Brown         | 2 - 1                   | Quilmes                 | 14.4.2019               |
| Guillermo Brown       | 3 - 1                | Deportivo Morón         | 31.3.2019            | Mitre (SdE)             | 2 - 1             | Los Andes             | 6.4.2019          | Agropecuario            | 1 - 0                   | Def. de Belgrano        | 14.4.2019               |
| Olimpo                | 2 - 1                | Chacarita Juniors       | 31.3.2019            | Temperley               | 1 - 2             | Central Córdoba (SdE) | 7.4.2019          | Villa Dálmine           | 4 - 4                   | Gimnasia (J)            | 14.4.2019               |
| Gimnasia (M)          | 1 - 0                | Def. de Belgrano        | 31.3.2019            | Gimnasia (J)            | 1 - 2             | Gimnasia (M)          | 7.4.2019          | Gimnasia (M)            | 3 - 3                   | Santamarina             | 14.4.2019               |
| Atlético Rafaela      | 0 - 1                | Mitre (SdE)             | 31.3.2019            | Independiente Rivadavia | 1 - 0             | Guillermo Brown       | 7.4.2019          | Central Córdoba (SdE)   | 1 - 1                   | Mitre (SdE)             | 14.4.2019               |
| Brown (A)             | 0 - 3                | Sarmiento (J)           | 1.4.2019             | Santamarina             | 1 - 1             | Platense              | 8.4.2019          | Nueva Chicago           | 1 - 0                   | Sarmiento (J)           | 15.4.2019               |
| Platense              | 1 - 0                | Gimnasia (J)            | 1.4.2019             | Quilmes                 | 3 - 2             | Nueva Chicago         | 8.4.2019          | Atlético Rafaela        | 0 - 1                   | Deportivo Morón         | 15.4.2019               |
| riposa: Agropecuario  | riposa: Agropecuario | riposa: Agropecuario    | riposa: Agropecuario | riposa: Brown (A)       | riposa: Brown (A) | riposa: Brown (A)     | riposa: Brown (A) | riposa: Arsenal Sarandí | riposa: Arsenal Sarandí | riposa: Arsenal Sarandí | riposa: Arsenal Sarandí |

| 25ª giornata               | 25ª giornata | 25ª giornata          | 25ª giornata |
| Locali                     | R            | Ospiti                | Giorno       |
| -------------------------- | ------------ | --------------------- | ------------ |
| Independiente Rivadavia    | 1 - 1        | Atlético Rafaela      | 19.4.2019    |
| Chacarita Juniors          | 0 - 0        | Central Córdoba (SdE) | 19.4.2019    |
| Quilmes                    | 3 - 1        | Olimpo                | 20.4.2019    |
| Deportivo Morón            | 3 - 0        | Los Andes             | 20.4.2019    |
| Gimnasia (J)               | 0 - 0        | Agropecuario          | 20.4.2019    |
| Instituto (C)              | 1 - 1        | Gimnasia (M)          | 20.4.2019    |
| Temperley                  | 1 - 1        | Platense              | 20.4.2019    |
| Brown (A)                  | 2 - 1        | Nueva Chicago         | 21.4.2019    |
| Sarmiento (J)              | 3 - 1        | Guillermo Brown       | 21.4.2019    |
| Def. de Belgrano           | 0 - 1        | Arsenal Sarandí       | 21.4.2019    |
| Mitre (SdE)                | 2 - 4        | Almagro               | 21.4.2019    |
| Santamarina                | 0 - 0        | Villa Dálmine         | 22.4.2019    |
| riposa: Ferro Carril Oeste |              |                       |              |

### Spareggio per il 1º posto
Avendo ottenuto pari punteggio in classifica, per determinare la prima squadra classificata Sarmiento e Arsenal si sono sfidate in una gara a turno unico.
| Arbitro: | Néstor Pitana |

|  |           |                   |
|  | Marcatori | Garate 17’ (rig.) |

### Torneo reducido
|  | Quarti di finale | Quarti di finale        | Quarti di finale | Quarti di finale | Quarti di finale |  |  | Semifinali | Semifinali              | Semifinali | Semifinali            | Semifinali |   |       | Finale | Finale        | Finale | Finale | Finale |  |
|  |                  |                         |                  |                  |                  |  |  |            |                         |            |                       |            |   |       |        |               |        |        |        |  |
|  | 1                | Sarmiento (J)           | 1                | 0                | 1                |  |  |            |                         |            |                       |            |   |       |        |               |        |        |        |  |
|  | 8                | Brown (A)               | 0                | 1                | 1                |  |  | 1          | Sarmiento (J)           | 1          | 2                     | 3          |   |       |        |               |        |        |        |  |
|  | 2                | Nueva Chicago           | 1                | 2                | 3                |  |  | 4          | Independiente Rivadavia | 0          | 0                     | 0          |   |       |        |               |        |        |        |  |
|  | 7                | Independiente Rivadavia | 4                | 2                | 6                |  |  |            |                         |            |                       |            |   |       | 1      | Sarmiento (J) | 1      | 0      | 1 (3)  |  |
|  | 3                | Almagro                 | 1                | 2                | 3                |  |  |            |                         | 2          | Central Córdoba (SdE) | 1          | 0 | 1 (5) |        |               |        |        |        |  |
|  | 6                | Gimnasia (M)            | 1                | 2                | 3                |  |  | 2          | Almagro                 | 1          | 1                     | 2          |   |       |        |               |        |        |        |  |
|  | 4                | Platense                | 0                | 0                | 0                |  |  | 3          | Central Córdoba (SdE)   | 2          | 2                     | 4          |   |       |        |               |        |        |        |  |
|  | 5                | Central Córdoba (SdE)   | 0                | 0                | 1                |  |  |            |                         |            |                       |            |   |       |        |               |        |        |        |  |

Note:

In ogni accoppiamento, la squadra con la miglior posizione in campionato ha ottenuto il vantaggio di giocare la partita di ritorno di ogni sfida in casa.

#### Quarti di finale
| Arbitro: | Julio Barraza |

|                                                        |           |            |
| 23’ Asenjo 49’ (rig.) Castro 77’ Tissera 90+6’ Tissera | Marcatori | Orfano 39’ |

| Arbitro: | Darío Herrera |

|                       |           |                       |
| 14’ Franco 74’ Franco | Marcatori | Castro 24’ Asenjo 51’ |

Passa alle semifinali l'Independiente Rivadavia, con il risultato aggregato di 6-3.
| Arbitro: | Nazareno Arasa |

|  |           |           |
|  | Marcatori | Farré 22’ |

| Arbitro: | Silvio Trucco |

|  |           |             |
|  | Marcatori | Benegas 85’ |

Passa alle semifinali il Sarmiento, avendo ottenuto nella stagione regolare una miglior posizione in classifica rispetto al Brown de Adrogué.
| Santiago del Estero 4 maggio 2019, ore 18:35 UTC-3 Quarti di finale (andata) | Central Córdoba (SdE) | 0 – 0 referto | Platense | Stadio Alfredo Terrera\| Arbitro: \| Pablo Dóvalo \| |
| Arbitro:                                                                     | Pablo Dóvalo          |               |          |                                                      |

| Arbitro: | Mauro Vigliano |

|  |           |            |
|  | Marcatori | Ortega 76’ |

Passa alle semifinali il Central Córdoba, con il risultato aggregato di 1-0.
| Arbitro: | Lucas Novelli |

|             |           |              |
| 86’ Cortizo | Marcatori | Martínez 65’ |

| Arbitro: | Hernán Mastrángelo |

|                                  |           |                                       |
| 29’ (rig.) Acosta 53’ Susvielles | Marcatori | García 18’ (aut.) Cucchi 45+4’ (rig.) |

Nonostante il punteggio aggregato di 3-3, passa alle semifinali l'Almagro, avendo ottenuto nella stagione regolare una miglior posizione in classifica rispetto al Gimnasia de Mendoza.

#### Semifinali
| Arbitro: | Nicolás Lamolina |

|  |           |            |
|  | Marcatori | Orsini 89’ |

| Arbitro: | Fernando Echenique |

|                        |           |  |
| 72’ Garnier 90’ Castro | Marcatori |  |

Si qualifica per la finale il Sarmiento, battendo l'Independiente Rivadavia con il risultato aggregato di 3-0.
| Arbitro: | Pablo Echavarría |

|                        |           |          |
| 16’ Melivilo 63’ Rossi | Marcatori | Arce 13’ |

| Arbitro: | Andrés Merlos |

|           |           |                       |
| 33’ Piovi | Marcatori | Luján 24’ Rossi 90+4’ |

Il Central Córdoba accede alla finale battendo l'Almagro con il punteggio aggregato di 4-2.

#### Finale
| Arbitro: | Jorge Baliño |

|           |           |             |
| 59’ Rossi | Marcatori | Miracco 79’ |

| Arbitro: | Fernando Espinoza |

|                             |                      |                                  |
| Kippes Castro Leys Villalba | Tiri di rigore 3 – 5 | Jara Rossi Melivilo Vera Ramírez |

Permanendo il pareggio nel risultato aggregato (1-1) si sono dovuti disputare i calci di rigore, al termine dei quali è uscito vincitore il Central Córdoba, che in tal modo ottiene la promozione in Primera División.

## Statistiche

### Classifica marcatori
|    | Giocatore           | Squadra            | Reti |
| -- | ------------------- | ------------------ | ---- |
| 1° | Patricio Cucchi     | Gimnasia (M)       | 15   |
| 1° | Pablo Vegetti       | Instituto (C)      | 15   |
| 2° | Enzo Díaz           | Ferro Carril Oeste | 14   |
| 3° | Nicolás Orsini      | Sarmiento (J)      | 10   |
| 4° | Cristian Tarragona  | Platense           | 9    |
| 4° | Federico Anselmo    | Quilmes            | 9    |
| 4° | Ijiel Protti        | Villa Dálmine      | 9    |
| 4° | Juan Sánchez Sotelo | Nueva Chicago      | 9    |
| 4° | Nicolás Miracco     | Sarmiento (J)      | 9    |